# مایکل شوگر
مایکل شوگر (به انگلیسی: Michael Sugar) تهیه‌کننده فیلم و تلویزیون و شریک در آنونیموس کونتنت اهل ایالات متحده آمریکا است. وی برای تهیه‌کنندگی فیلم اسپات‌لایت (۲۰۱۵) برنده جایزه اسکار برای بهترین فیلم شد.